# Циммерман, Герман Карлович
Герман Карлович Циммерман (1896, Севастополь — 1981) — астроном, сотрудник Николаевской астрономической обсерватории.

## Биография
В 1915 году начал работать вычислителем в Николаевском отделении Пулковской обсерватории.
В 1922 году окончил Николаевский институт народного образования.
В 1924 году в Николаевской обсерватории занял должность адъюнкт-астронома, а в 1937 — старшего научного сотрудника. В 1926 году с апреля по 15 августа исполнял обязанности директора обсерватории.
5 сентября 1943 года вместе с женой Сарой Исааковной и детьми бежал из Николаева в Полтаву. В 1943—1945 годах — старший научный сотрудник Полтавской гравиметрической обсерватории АН УССР. В 1945 году, после окончания Великой Отечественной войны, возвратился в Николаев.
В 1964 году начал преподавать физику в Николаевском кораблестроительном институте.

## Учёные степени и звания
- Доктор физико-математических наук (1936)
- Профессор (1966)